# Fédération internationale de la médaille d'art
La Fédération internationale de la médaille d'art, FIDEM, est une organisation internationale professionnelle vouée à la pratique, l'appréciation et la promotion de la médaille d'art. C'est la plus importante association[Comment ?] à laquelle peut appartenir un artiste créateur de médailles.

## Histoire
Elle a été créée en 1937 à Paris par [Qui ?], son premier président a été André Arthus-Bertrand de la maison Arthus-Bertrand  et compte aujourd'hui [Combien ?] de membres. Son siège est à [Où ?].

## Membres
Certains artistes internationaux qui sont ou en ont été membres et ont participé à ses expositions sont :
Errol Davis, Paula Dawson, Eva Froncek, Viktor Kalinowski, Michael Meszaros, Paul Huybrechts, Bogomil Nikolov, Christian Cardell Corbet, Christian Wirsén, Kerstin Östberg, Vítor Santos, Louise Dentice, Geer Steyn, Ron Dutton, Kate Harrison, Jane McAdam Freud, Ramon Ferran i Pagès, Josep Ramisa i Vallcorba, Jordi Ramisa.
Philip Attwood, conservateur du département des monnaies et médailles du British Museum, est membre du comité exécutif.

## Activités
La FIDEM organise des congrès et des conférences bisannuelles pendant lesquelles a lieu une exposition internationale ainsi que des lectures. Les publications se produisent souvent[évasif] en association avec ces conférences.
L'organe de la FIDEM est le magazine Médailles publié depuis 1938.